# معركة المجمعة
معركة المجمعة هي معركة وقعت في منطقة المجمعة التي تقع في شمال منطقة الرياض بوسط المملكة العربية السعودية. وتعدّ عاصمة لإقليم سدير في نجد بين قبيلة مطير بقيادة شيخهم فيصل الدويش ضد إمارة الرياض.

## الاسباب
الأسباب التي أدت لحدوث معركة (المجمعة) عديدة:
1. بعد كون فيصل الدويش على قبيلة عتيبة في رضيمة المستوى عام 1906 طلب الإمام عبد العزيز آل سعود من الدويش ألا يغزو على أحد من أهل نجد، مقابل أن يتعهد الإمام برد ما يؤخذ من مطير إذا غزتهم قبيلة أخرى، فقبل الدويش.[2]

1. بعد ذلك غزا ابن حميد من شيوخ عتيبة وقتلوا بدر بن وطبان الدويش وهو بجانب إبل والده وأخذوها،[3] فوفد الشيخ بندر بن وطبان الدويش إلى الملك عبد العزيز آل سعود في الرياض وأبلغه عن تلك الحادثة، فأرسل الملك عبد العزيز بعض من رجاله فوصلوا إلى ديار عتيبة وأبلغو كلامه للشيخ محمد بن هندي شيخ عتيبة وأن الملك يطلب منه الأداء، فقال لهم: "كل يوم ميسم مطير حامي فينا ويوم أخذنا حراسيس وطبان يرسل لنا طالبا الأداء"، فنهض بندر الدويش وقال: لا حاجة لنا بالإبل وعاد لأهله وأبلغ اللدويش بما حصل.[4]

## ميزان القوى
حشد الملك عبدالعزيز آل سعود بوداي قبيلة سبيع وعتيبة وقحطان وأهل العارض، أما قبيلة مطير لا تتجاوز أربعين فارساً.

## المعركة
فغزا من مطير برئاسة بدر بن محمد الدويش وبندر بن وطبان الدويش وصبحوا الحمدة على عرجا. وأخذوا من إبلهم ولحقهم الفارس هوصان بن حميد وقتلوه، وفي ذلك قال أحد شعراء مطير:
يوم على عرجا سعوبه مناعيربرد على كبدي لذلذ القراحي
أثناء ذلك الهجوم كان الدويش فيصل ومحمد بن هندي مع الإمام عبدالعزيز ال سعود في إحدى تحركاته لمتابعة بن رشيد، فعلم ابن هندي بهجوم ركب من الدوشان على أهله، فأبلغ الإمام عبدالعزيز آل سعود فصبحه الإمام ومعه أهل الرياض وسبيع وعتيبة وقحطان، ولم يكن مع الدويش سوى أبناء عمومته وهم (مطلق بن شوفان وحسين الجبعاء وبدر الدويش ومحمد الدويش وثلاث من الموهه ومنهم عبد المحسن بن زريبان) وانتهت بانتصار قوات إمارة الرياض. وقد أصيب فيصل الدويش وقتل من أبناء عمومته ثلاث وهم: مطلق بن شوفان ومحمد البدر وبدر المحمد ومحسن بن زريبان ومن جانب قوات الامام عبدالعزيز ال سعود قتل بن مانع بن جمعة وابن مروي والزعبي بن مرعيد وغيرهم.